# Pątnów (Łódź)
Pour les articles homonymes, voir Pątnów.
Pątnów est une localité polonaise, siège de la gmina de Pątnów, située dans le powiat de Wieluń en voïvodie de Łódź.